# Полосатая сова
Полосатая сова (лат. Asio clamator) —  вид птиц семейства совиных, встречающаяся в Центральной и Южной Америках. Выделяют четыре подвида. Ранее орнитологи классифицировали полосатую сову как представителя монотипического рода Rhinoptynx.

## Описание
Полосатая сова достигает длины 30—38 см и массы от 320 до 556 г. Имеет крупные перьевые ушки, чётко выраженный лицевой диск и тёмно-коричневые глаза, а также пёстрое оперение, усеянное чёрными вкраплениями и полосками. Цвет оперения варьируется от белого и цвета охры (грудь, живот и лицевой диск) до тёмно-коричневого (спина, внешняя сторона крыльев). Самки крупнее и тяжелее самцов.

## Распространение и образ жизни
Полосатая сова предпочитает открытые и полуоткрытые пространства, саванны с редкими деревьями, пастбища, сельскохозяйственные угодья и даже лесистые пригородные территории. Высотный диапазон достигает 1600 м. Обычно избегает плотных лесов — по этой причине её нельзя встретить в бассейне реки Амазонки. Охотится, как правило, ночью и в сумерках на мелких млекопитающих, птиц и крупных насекомых. Период размножения сильно варьирует в зависимости от региона. Самка откладывает два или три яйца. Инкубационный период длится 33 дня. Птенцы вырастают до размеров взрослой птицы в течение 37—46 дней, однако еще 130—140 дней зависят от родителей. Ареал простирается от южной Мексики до северной Аргентины.
Известны четыре подвида:
- Asio clamator forbesiis — от южной Мексики до Панамы.
- Asio clamator clamator — Колумбия, Венесуэла, восточное Перу и северная и центральная Бразилия.
- Asio clamator oberi — Тринидад и Тобаго.
- Asio clamator midas — восточная Боливия и Парагвай, южная Бразилия, Уругвай и северная Аргентина.

## Галерея

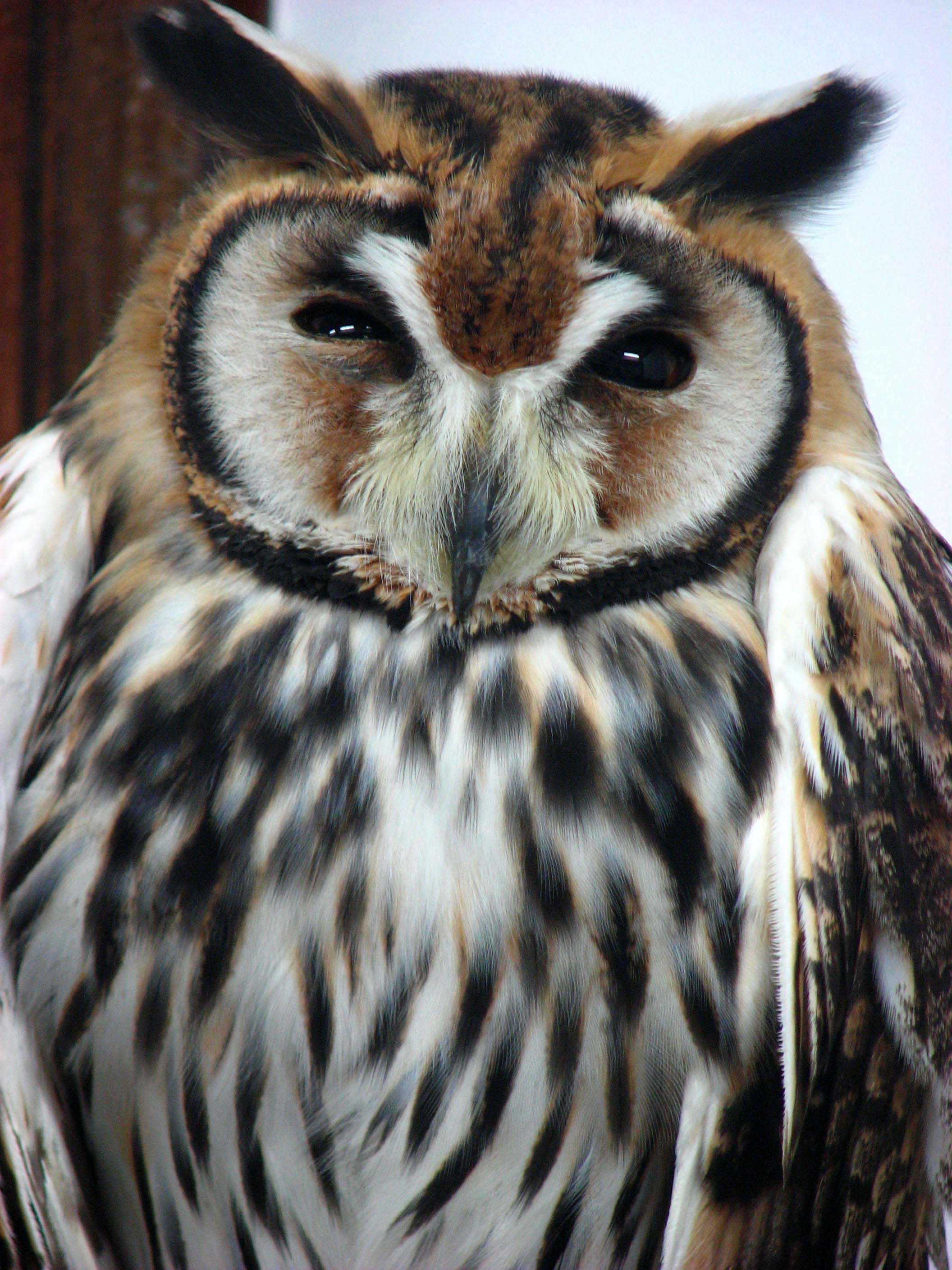
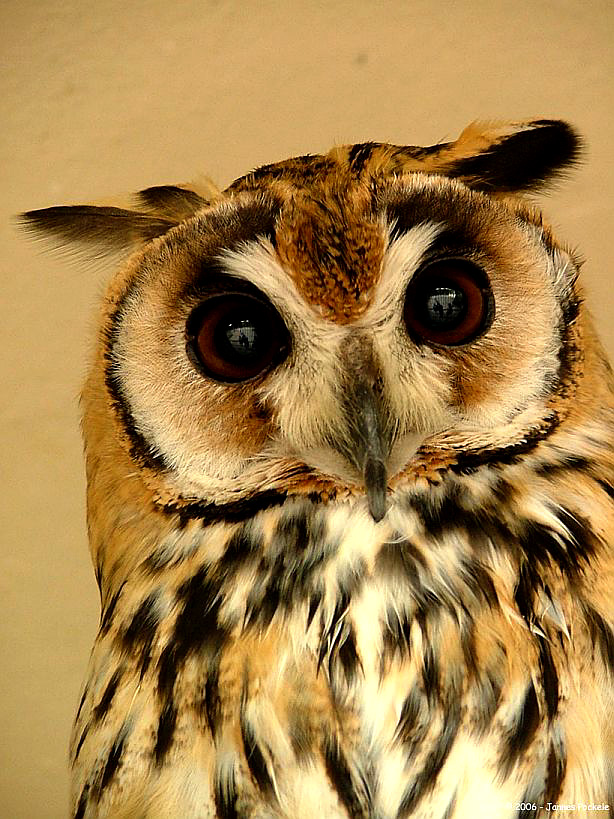
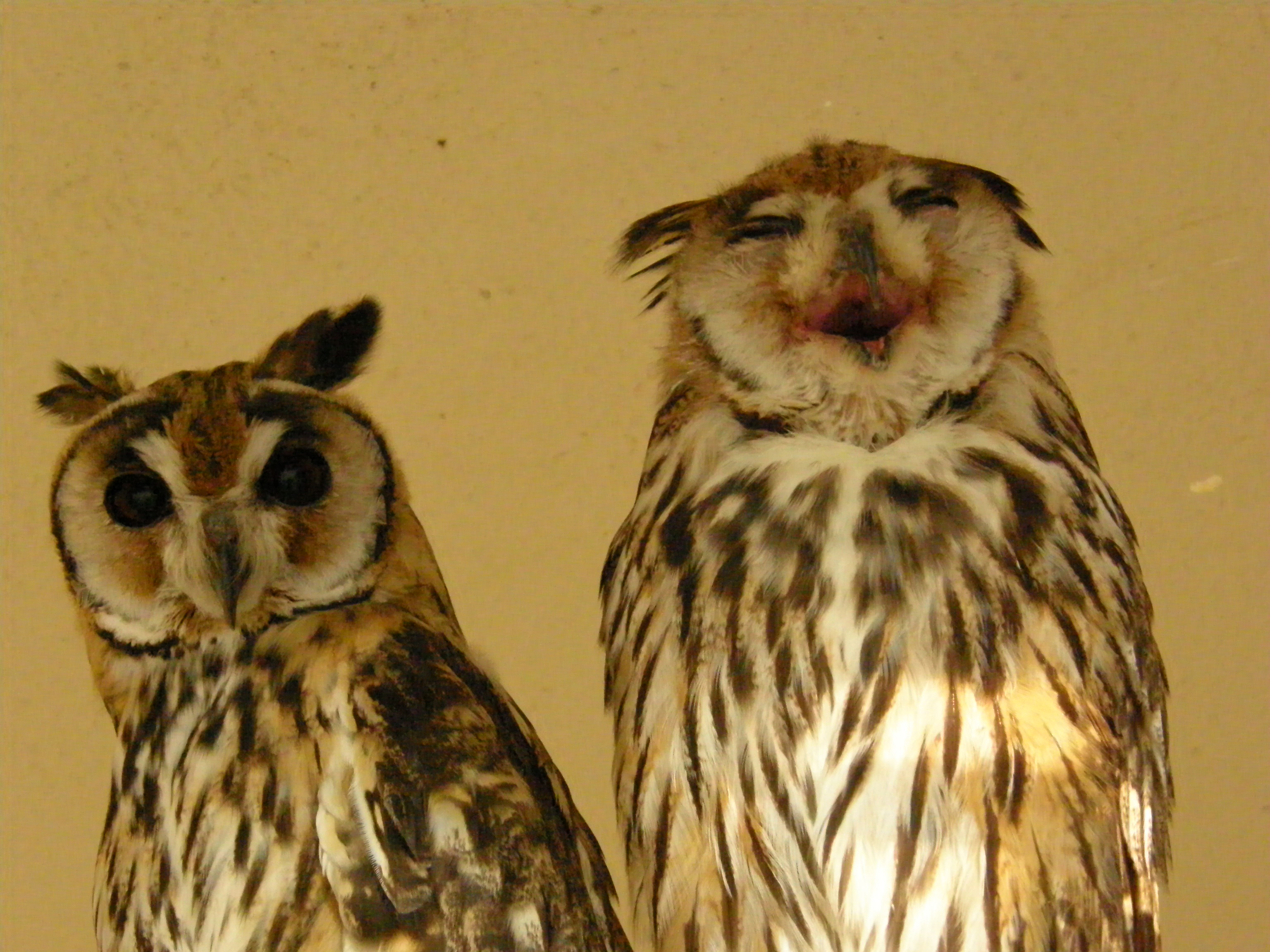